# Římská vila v Bancroftu
Římská vila v Bancroftu jsou pozůstatky římské vily v okrese Bancroft v Milton Keynes v Buckinghamshire v Anglii. Původně dům s křídlovými chodbami se nakonec stal velkou budovou s mozaikami a formální zahradou. Jedna z mozaiek je vystavena v nákupním centru Milton Keynes.
První statek byl postaven koncem 1. století, nacházel se ve svahu, kde dříve bylo osídlení z doby železné. Ve 2. století byl na kopci vystavěn chrám nebo mauzoleum. Okolo 170 př. n. l. byl pozemek zničen požárem, ale koncem 3. století byl nahrazen větším domem.  Ve 4. století byly provedeny rozsáhlé renovace. Geometrické mozaiky byly přidány do mnoha místností a hlavní koupelna byla přestavěna a zvětšena. Před vilou byla vytvořena zahrada spolu s okrasným rybníčkem. Na vrcholu kopce bylo zbořeno mauzoleum a nedaleko byla vybudována kruhová svatyně.
Vila byla částečně vykopána v 70. letech 20. století a poté kompletně ještě v letech 1983–7, čímž se stala jednou z nejrozsáhleji prozkoumaných římských vil v Británii. Vila byla od té doby znovu zahrnuta, aby se zajistilo její zachování, ale hlavní místnosti byly vyznačeny na zemi kameny a rybníček byl rekonstruován. Mozaiky byly přemístěny.